# Товарищество братьев Овсянниковых и А. Ганшина с сыновьями
Товарищество братьев Овсянниковых и А. Ганшина с сыновьями — предприятие текстильной промышленности Российской империи.

## История
Ткацкое дело в городе Юрьев-Польский начал Алексей Васильевич Ганшин. С 1817 года он раздавал пряжу работникам, которые трудились дома и производили из неё продукцию, а позже выстроил здесь же деревянную фабрику. 
В 1855 году небольшое деревянное здание — «шпульная» с ручным приводом принадлежала московскому купцу А. В. Ганшину. В 1868 году оборудование фабрики состояло из паровой машины и  89 станков, на ней трудилось 1540 рабочих. В 1876 году число рабочих выросло до 2230 человек. В декабре 1867 года полностью сгорела деревянная сушильня при фабрике. В августе 1868 года была построена деревянная сновальня, в сентябре 1868 года была начата постройка новой каменной сушильни и ткацкого цеха.

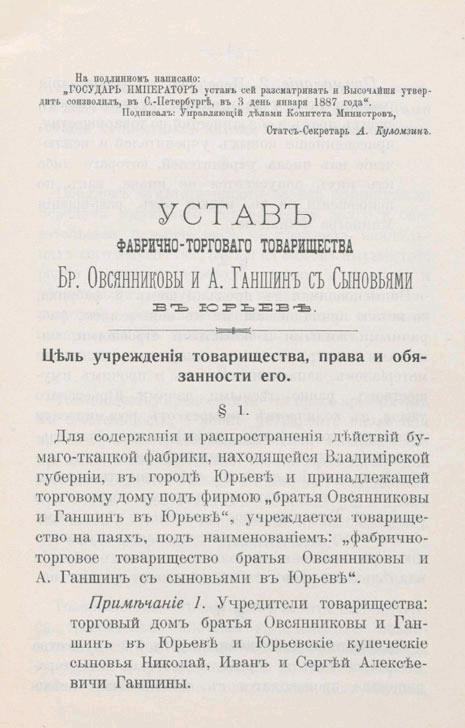
Устав фабрично-торгового товарищества Овсянниковых и Ганшиных

После того, как А. В. Ганшин отошёл от дел, семейным делом стали заниматься его сыновья — Иван, Сергей и Николай. Вв октябре 1886 года ими было начато учреждение фабрично-торгового Товарищества «Братья Овсянниковы и А. Ганшин с сыновьями». В 1887 году устав Товарищества в городе Юрьеве-Польском утвердил российский император Александр III. Собственно братьев Овсянниковых, как таковых, не было: Сергей Алексеевич Ганшин, обучаясь за границей, женился на богатой немке, которая принесла ему почти миллион рублей приданого и имела почти взрослую дочь, которая вскоре вышла замуж за купца Д. М. Овсянникова, ставшего компаньоном Ганшиных.
Созданное предприятие наладило выпуск востребованных тканей того времени: сатина, тика, нанка, карусета и камлота. Представительство фабрики в Москве находилось в Ипатьевском переулке на улице Ильинке; Ганшины имели собственный дом на Мещанской. В октябре 1887 года они купили красильную фабрику у сестёр Пашковых на реке Гза. В 1888 году, после её ремонта, на фабрике было 18 ручных красильных барок, ванны для крашения пряжи и отделочное оборудование. В 1895 году на месте этой старой красильной фабрики было построено новое деревянное здание, рассчитанное на 80 механических станков с паровым двигателем. В 1896 году Товариществом был построен каменный корпус на 250 станков с новым мощным двигателем. В 1897 году была закончена постройка каменного трёхэтажного корпуса, в нижнем этаже которого разместили ткацкие станки, а на втором — сновальные и шлихтовальные машины.
1 января 1902 года Николай Алексеевич Ганшин за активное участие в благотворительных акциях был награждён золотой медалью на Андреевской ленте. В 1908 году купцы Ганшины купили у А. Нарциссова юрьев-польскую типографию. 7 января 1914 года в городе был открыт Городской общественный Н. А. Ганшина банк. Для дальнейшего расширения производственных площадей земли у Ганшиных не было, и им пришлось купить примыкающий к действующей фабрике участок земли с домом у купца С. Кукушкина. В доме они 
разместили товарную контору, а на участке  были построены корпуса на 250 станков («новая фабрика») и на 256 станков («поперечная фабрика»), монтаж станков был осуществлён в 1913 году. В начале Первой мировой войны ткацкая фабрика Ганшиных выпускала свыше 7 миллионов метров тканей в год, а сбыт товара производился главным образом на рынки Средней Азии. Основными точками торговли были Нижегородская, Симбирская, Крестовская, Ирбитская и Ишимская ярмарки, города Петропавловск, Акмолинск, Куянды, Атбасар, Кокчетав. К 1915 году предприятия фирмы «Братья Овсянниковы и А. Ганшин с сыновьями» достигли своего пика развития — в ткацком производстве было задействовано 1129 станков.

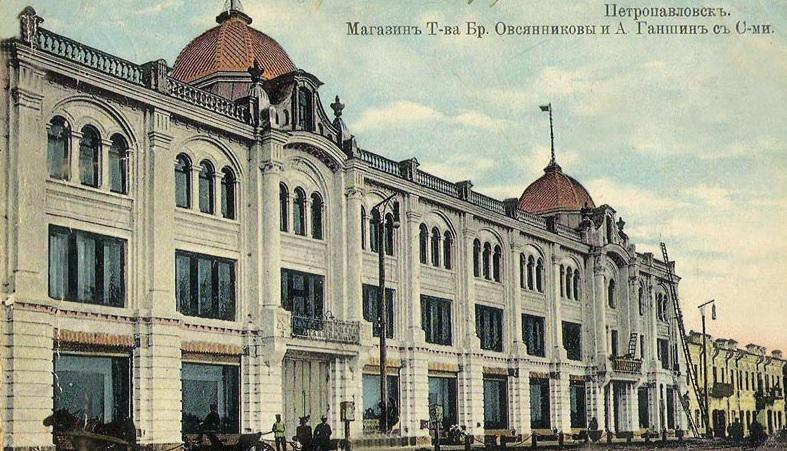
Магазин Товарищества в Петропавловске

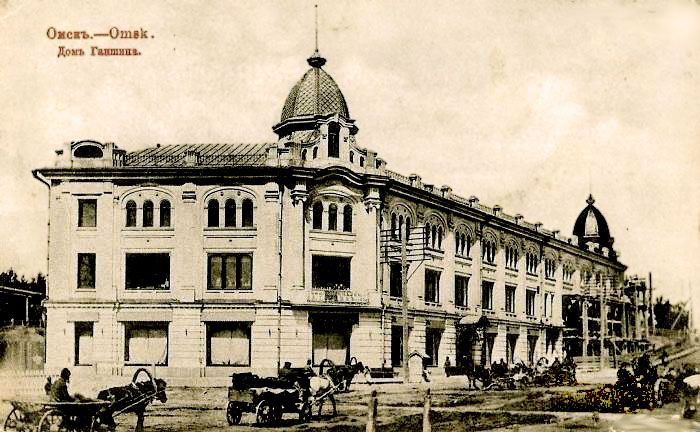
Магазин Товарищества в Омске

Помимо центральной конторы в Москве, были открыты отделения в Петропавловске, Омске, Верхнеуральске, Харбине, которые оформляли сделки и поставляли товары в Маньчжурию, Персию, Афганистан. Товарищество братьев Овсянниковых и Ганшиных завоевало своей текстильной продукцией авторитет в странах Европы и Азии — об этом свидетельствуют многочисленные награды, включая золотые медали, на международных выставках в Италии (Генуе и Венеция) и Англии (Лондон). На Среднеазиатской выставке 1891 года фабрика также получила золотую медаль.  
Перед Октябрьской революцией на фабрике был избран новый состав фабричного комитета во главе с большевиками, началась организация профессионального союза. После революции, в 1918 году, фабричный комитет настоял на том, чтобы Ганшины и Овсянниковы освободили занимаемые ими дома и квартиры для размещения в них рабочих семей и фабричных организаций. Ганшины перебрались в Москву, а в декабре 1918 года их фабрика была национализирована, и вскоре стала называться «Авангард». Летом 1924 года на фабрике было возобновлено производство, остановленное в годы Гражданской войны. Окончательный пуск всего предприятия состоялся в начале 1928 года. 
В 1992 году предприятие в результате приватизации было преобразовано в акционерное общество открытого типа. В настоящее время ОАО «Ткацко-отделочная фабрика „Авангард“» входит в Ассоциацию работодателей и товаропроизводителей Владимирской области.